# 矮人

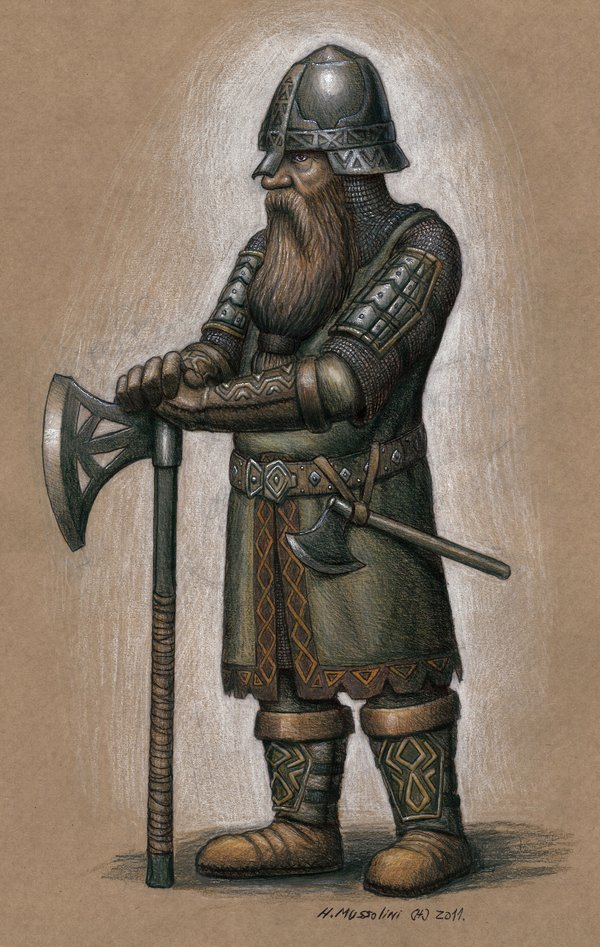
典型的矮人形象

矮人在奇幻文學題材中指的是最早出現在歐洲民間傳奇的幻想矮小種族。

## 民間神話的矮人

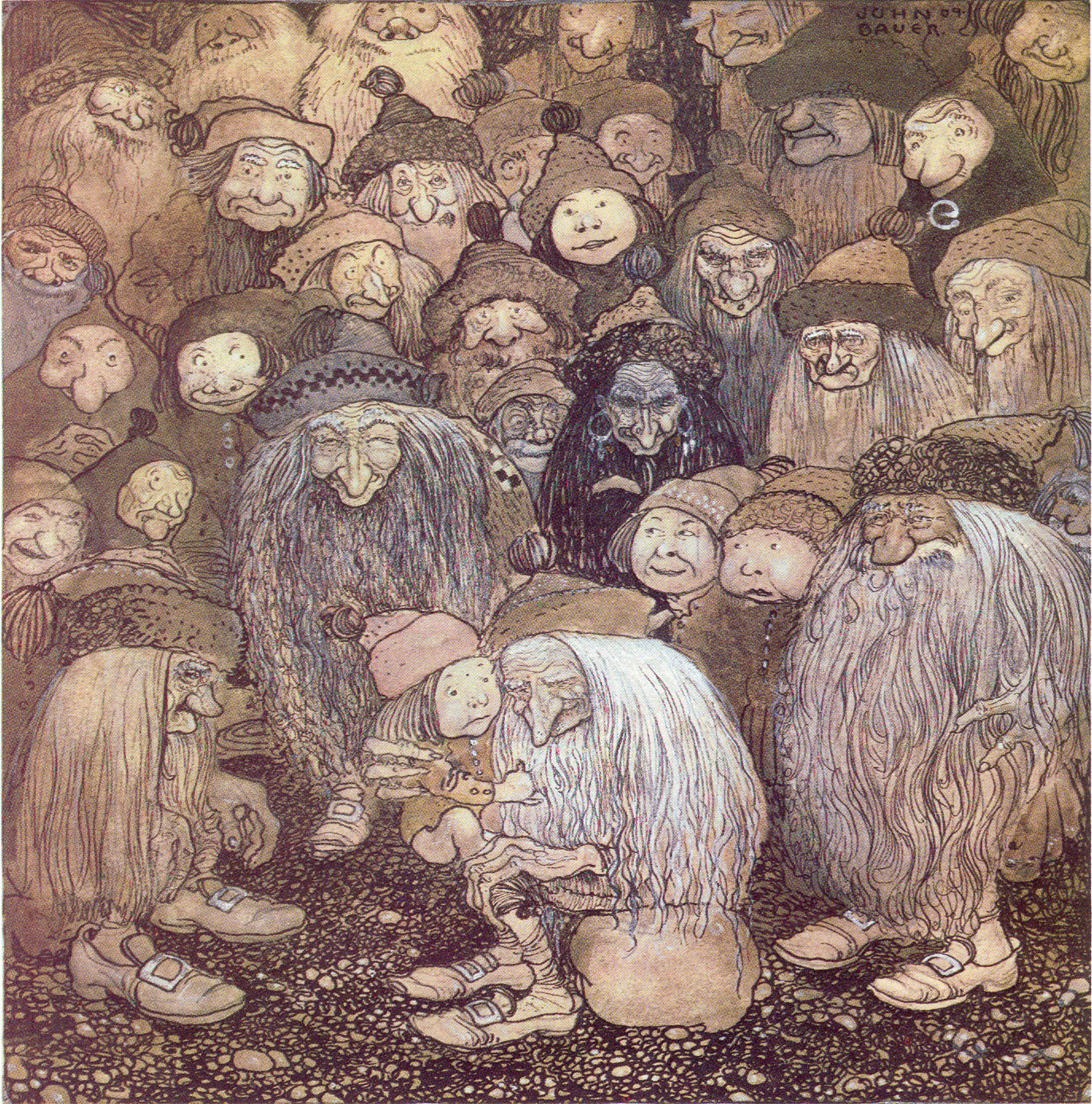
童話與民間傳說中常見的矮人形象

日耳曼民间传说中住在山间或矿井里的精灵，据说只有两岁孩子那样高，有时挺漂亮，但通常是拖着长胡子的驼背老头模样。
山里的矮人以金属制造手艺和善于锻造神剑和戒指而闻名，能预言，有隐身术，会变形。他们帮助人们种庄稼，但有时又偷窃谷物，逗弄牲畜，诱拐儿童或少女。山里的矮人曾出现于古冰島語“埃達”及中世纪德国史诗《尼伯龍根之歌》中，19世纪瓦格纳的歌剧《尼伯龙根的指环》当中养育齐格弗里德的工匠米梅就是这类矮人，20世纪山里的矮人则因华納迪士尼的动画片《白雪公主》而著名。
住在矿井里的矮人没有山里的侏儒那样善良，矿工门可以听见他们在坑道中走动。要是矿工不肯送给他们食物，或是过近地观察他们，他们就会点燃沼气、弄坏工具或制造塌方。在英国，矿井矮人的传说仍流行于康沃尔及斯塔福德郡。

## 奇幻文學作品中的矮人
魔戒中的矮人是由維拉（Valar）之一擅長創作的奧力（Aulë）所創的種族，由於此緣故矮人非常善於工藝製作，他們也是固執重視榮譽且會死戰到最後一兵一卒的英勇戰士，另外他們非常喜歡黃金財寶，跟精靈的宿怨就是因為在誘惑下殺了精靈王埃盧·庭葛所引起的。
龍與地下城中的矮人有许多特点，包括：战斗技巧高超、能忍受物理或魔法伤害、熟知地层、工作辛勤、酒量好等等。矮人喜欢在山间地底开盘出神秘的王国，他们的神奇宝物也很有名。

## 遊戲中的矮人
無盡的任務中的矮人儘管比大多數的種族更接近地面，普羅．思瑞司所創造出的矮人一族仍然充滿驕傲，堅毅不拔 。矮胖而結實的矮人極為強壯，他們能夠在最激烈持續最長的戰鬥中生存下來。矮人有著寬闊的臉龐，突出的大鼻子，並且對他們濃密的毛髮非常自負。男性矮人非常重視他們的越多越好的鬍鬚，女性矮人則通常樂於將頭髮盤成髮髻。有些女矮人也蓄留著一些整齊修剪的鬍鬚。
天堂、天堂II的矮人是富有創造性的種族，他們擁有充沛的體力和精湛的技藝。巨人滅亡後，他們採取"投靠強者"的政策路線，現在被所有種族唾棄、孤立。但是，他們就像一個龐大的社會組織，即使在人類統治大陸的今天，其經濟實力和組織能力仍然是非常強的。矮人的職業大致分為收集材料的收藏家和用材料製作物品的工匠這兩類。
魔獸爭霸系列中在遠古時代，甚至比精靈更早以前。矮人是愛澤拉斯古大陸的主人，他們本來被稱為土靈。他們是由偉大的巨神：泰坦所創造，可以說是泰坦的嫡系子孫。泰坦們用石頭刻出他們的形象，並且賦予他們生命與使命。他們建立「奧達曼」，成為除了食人妖之外唯一的一個文明。
魔獸世界中的矮人生活在白雪皚皚的卡茲莫丹山脈中，是艾澤拉斯大陸上的一支古老的種族，矮人們一直是人類的忠實盟友，同時他們也是崇尚戰鬥的種族。儘管在過去的歲月中，矮人們很少離開他們的山中堡壘——鐵爐堡[Ironforge]，但是一旦有戰爭發生，矮人就會以無可比擬的勇氣為保衛自己的朋友和盟軍而戰。

## 著名人物
- 金靂-魔戒
- 弗雷貝-羅德斯島戰記
- 布鲁诺.战锤-黑暗精灵三部曲
- 艾賽韓德.愛因德夫-龍族
- 先西-迷宫饭
- 艾冉-葬送的芙莉莲